# آکادمی شوکاسونجوکو

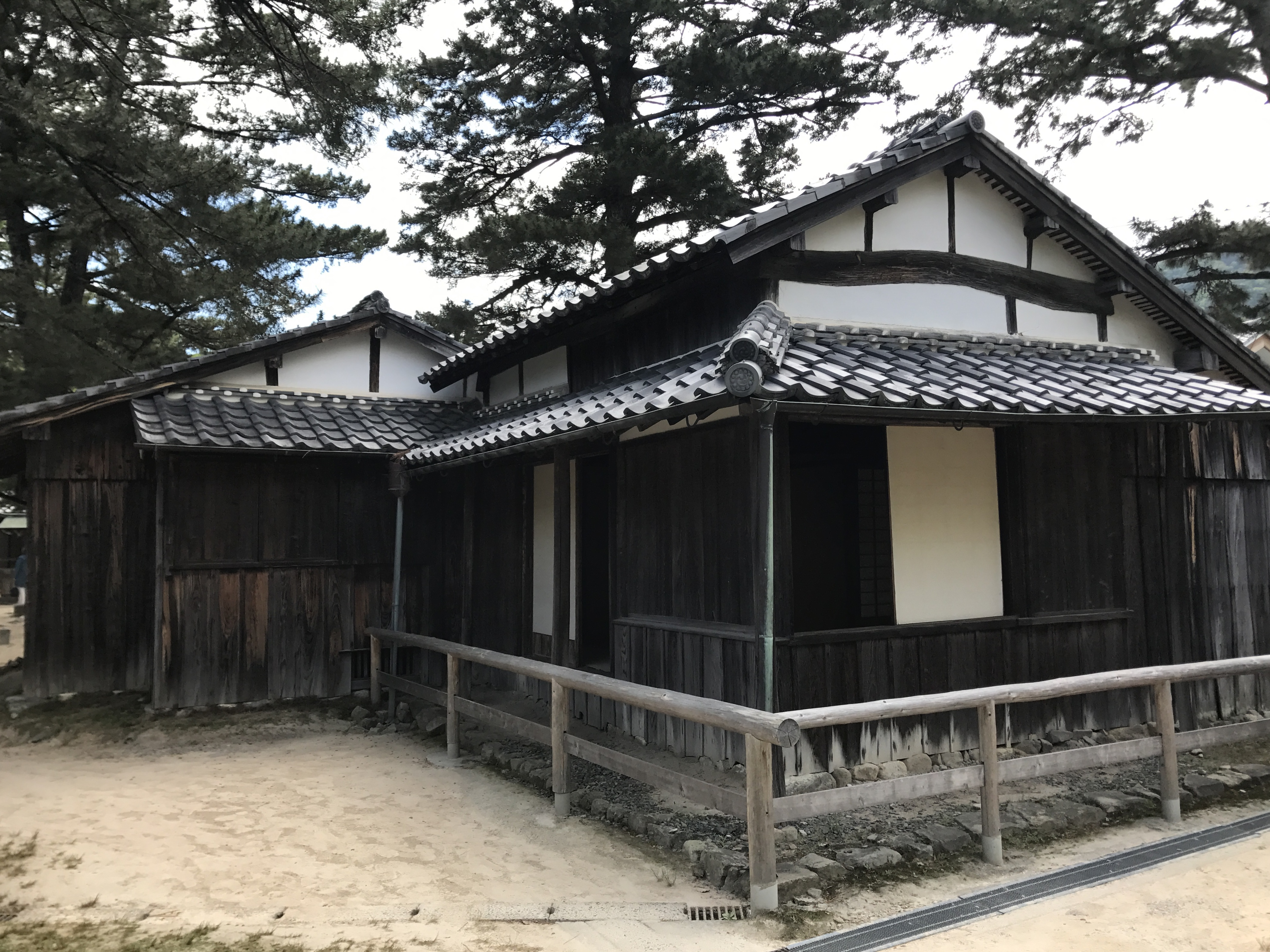
ساختمان تاریخی آکادمی

آکادمی شوکاسونجوکو (به ژاپنی: 松下村塾, Shōkasonjuku)، یک آکادمی کوچک است که به عنوان یک مکان تاریخی ملی ژاپن نیز شناخته می‌شود. مکان شوکا سونجوکو در چینتو، شهر هاگی، استان یاماگوچی بین سال‌های ۱۵۳۷ تا ۱۵۳۱ میلادی قرار دارد.